# Francisco Pérez de Grandallana

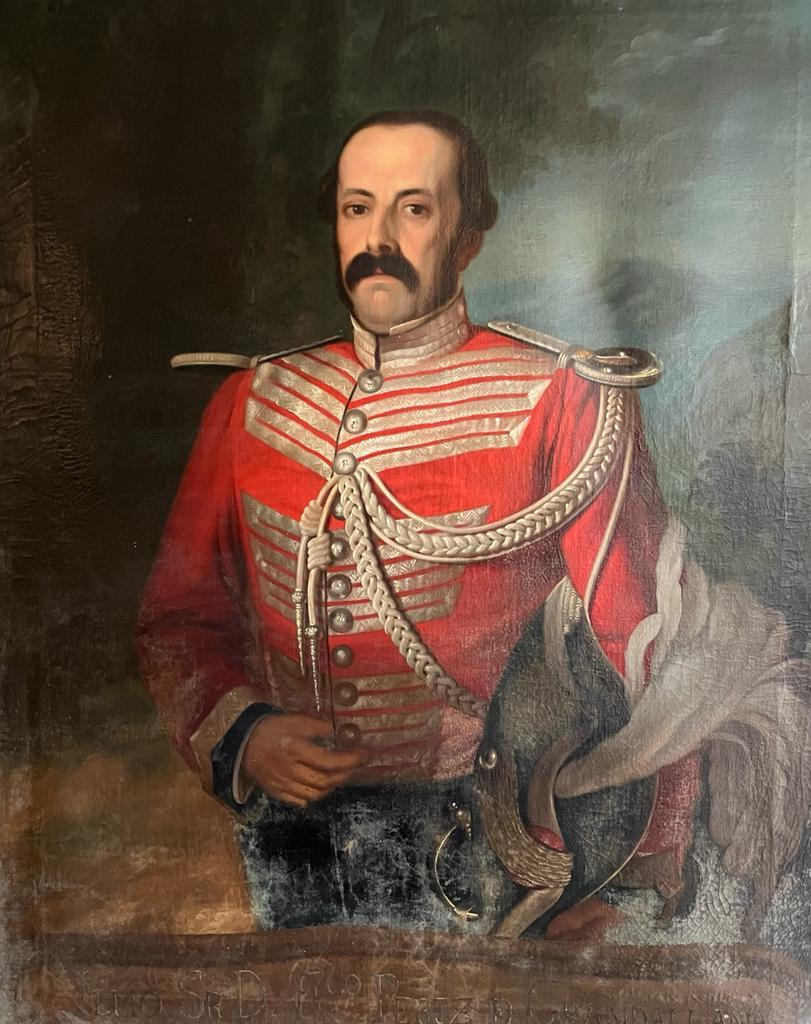
D. Francisco Pérez de Grandallana (Colección particular)

Francisco Pérez de Grandallana (Jerez de la Frontera, 1774 – 1841) fue un marino y militar español, Brigadier de la Real Armada. Combatió en los bloqueos ingleses a Cádiz, en la Batalla de Trafalgar y en la Guerra de la Independencia.

## Vida
A los dieciséis años de edad sentó plaza de guardiamarina, en la compañía del departamento de Cádiz. Embarcado en la fragata Juno, participó en la campaña del Rosellón contra la República Francesa. En 1793 fue ascendido a alférez de navío, después de navegar por las aguas del Mediterráneo y del océano Atlántico, participó con la escuadra del general Juan de Lángara en la defensa de la plaza realista de Tolón contra los republicanos franceses. 
En 1798, estuvo presente en el arsenal de Cádiz, al ser atacado por los británicos. Por decisión propia permaneció algún tiempo apartado del servicio, al que volvió en el año de 1801, entregándosele el mando del bergantín correo Palomo. En 1802, fue ascendido a teniente de fragata y se le entregó el mando de la corbeta Mercurio y poco después el de la Indagadora. 
Al declararse la guerra de nuevo contra el Reino Unido en 1804, fue destinado al arsenal del Ferrol, a la escuadra del mando de su tío Domingo Pérez de Grandallana. Por su comportamiento en la batalla de Trafalgar, fue ascendido a capitán de fragata. 
En 1808, al estallar la guerra contra los napoleónicos, la Junta Superior de Sevilla le encargó la organización de un batallón de voluntarios, que se puso a las órdenes del general Castaños, participando en varios combates. En 1809, se le otorgó el mando del navío San Justo. 
Fue llamado a Sevilla, y estando en ella, al ser atacada por los ejércitos napoleónicos, participó en su defensa. Fue hecho prisionero el 1 de febrero de 1810 y no se consiguió su libertad hasta 1812. 
En 1817 estuvo al mando de la fragata Diana, y al ser ascendido a capitán de navío ese mismo año se le dio el mando del navío Fernando VII, uno de los famosos navíos podridos comprados a Rusia. En 1822 se le otorgó el del navío Guerrero, y en 1825 fue ascendido a brigadier. 
En 1831 se retiró del servicio a petición propia. Falleció en 1841, estando en posesión de gran número de cruces y condecoraciones.